# Henry Sanabria Negrón
Henry José Sanabria Negrón  (San Cristóbal, Venezuela, 1 de marzo de 1997) es un futbolista venezolano, juega como Mediocampista y su actual equipo es el Deportivo Anzoátegui de la Primera División de Venezuela.

## Trayectoria

### Deportivo Táchira
Se formó en las canteras del equipo aurinegro, de la mano de Carlos Maldonado debutó el 17 de julio del 2016 en el Clausura 2016 ante el Trujillanos FC.  Ha disputado 6 partidos con la camiseta aurinegra, entre eso esta el de contra el Trujillanos FC, después contra el Ureña SC y ante el Monagas SC.

## Clubes
| Club                 | País      | Año               | Juegos | Goles |
| -------------------- | --------- | ----------------- | ------ | ----- |
| Deportivo Táchira    | Venezuela | 2016 - 2017       | 6      | 0     |
| Deportivo Anzoátegui | Venezuela | 2017 - Actualidad | 0      | 0     |

- Datos: Q30331496